# 바오잉잉
바오잉잉(중국어: 包盈盈, 병음: Bāo Yíngyíng, 한자음: 포영영, 1983년 11월 6일~)은 중화인민공화국의 펜싱 선수, 지도자로 주 종목은 사브르이다. 2008년 하계 올림픽에서 여자 사브르 단체전 은메달을 획득했고 세계 선수권 대회에서 은메달 1개, 동메달 1개를 획득했다.
현역 은퇴 후 중국 여자 사브르 국가대표 2진 감독을 맡고 있다.

## 경력
바오잉잉은 1983년 장쑤성 난퉁시의 치둥현에서 태어났다. 1997년 펜싱 선수가 되기 위해 난퉁시 스포츠 학교에 입학했으며 졸업 후인 1999년에 난징에 위치한 난징체육학원에 입학했다. 같은 해에 학교 은사인 마오이쉰(茅祎勋)이 이끄는 장쑤성 펜싱단에 입단했다.
2001년에 중국 최초의 여자 사브르 펜싱 국가대표로 발탁되었다. 그 해 8월 태국 방콕에서 열린 2001년 아시아 선수권 대회에 참가하면서 첫 국제 대회에 출전했다. 그녀는 여자 사브르 개인전에서 대표팀 동료인 황하이양의 뒤를 이어 은메달을 획득했고 황하이양, 리리와 함께 출전한 단체전에서 대한민국과 홍콩팀의 뒤를 이어 동메달을 획득했다. 아시아 선수권 대회 직후에는 베이징에서 열린 2001년 하계 유니버시아드에 참가했다. 그녀는 개인전에서 이탈리아의 일라리아 비안코와 러시아 나탈리야 마케예바의 뒤를 이어 이탈리아의 조이아 마르초카와 함께 공동으로 동메달을 획득했고 쑨차오, 리리, 장잉과 함께 출전한 단체전에서 러시아팀의 뒤를 이어 은메달을 획득했다.